# Rassoulides
Les Rassoulides, ou Banû Rasûl sont une dynastie musulmane sunnite qui a régné sur le Yémen dont l'Hadramaout de 1229 à 1454. Les Rassoulides ont dominé cette région après le retrait des Ayyoubides de toutes les provinces de l'Arabie du Sud. 
Les Rassoulides sont les descendants d'un Turkmène, Oghuz, envoyé comme messager (en arabe : Rasûl) par un calife abbasside. Dans le contexte musulman, le mot Rasoul|Rasûl désigne les principaux prophètes de l'islam et particulièrement Mahomet lui-même. Dans le cas des Rassoulides, il ne s'agit que d'une simple ambassade. Le fils de ce Rasûl a été gouverneur de La Mecque et son petit-fils `Umar ben `Alî a fondé la dynastie rassoulide.
Au cours de leur règne, les Rassoulides, bien que d'origine turque, se sont réclamés descendants du patriarche Qahtan considéré comme l'ancêtre des Arabes du sud. Ils ont également affirmé être des sayyids. Ils ont eu un temps Sanaa comme capitale.

## Histoire
Al-Mansur Umar Ier fonde la dynastie en 1229 avec Zabid comme capitale.
Pendant le règne de Al-Muzaffar Yusuf Ier (1249–1295), le royaume s'est consolidé. Al-Muzaffar Yusuf prend Ta'izz comme capitale. Par la suite, il entre en conflit avec les Mamelouks d'Égypte pour la domination des lieux saints de La Mecque et de Médine dans le Hedjaz.

## Les Rassoulides
- Al-Mansur Umar Ier (1229-1250)
- Al-Muzaffar Yusuf Ier (1250-1295)
- Al-Ashraf Umar II (en) (1295-1296)
- Al-Mu'ayyad Da'ud (1296-1322)
- Al-Mujahid Ali (1322-1363)
- Al-Afdhal al-Abbas (1363-1377)
- Al-Ashraf Isma'il Ier (1377-1400)
- An-Nasir Ahmad (1400-1424)
- Al-Mansur Abdullah (1424-1427)
- Al-Ashraf Isma'il II (1427-1428)
- Az-Zahir Yahya (1428-1439)
- Al-Ashraf Isma'il III (1439-1442)
- Al-Muzaffar Yusuf II (1442)

## Les Tahirides du Yémen
Vers 1454, après une période d'anarchie complète, la dynastie des Tahirides du Yémen prend la succession des Rassoulides. Cette dynastie ne doit pas être confondue avec la dynastie des Tahirides du Khorassan (820-872).
- Az-Zafar ben Tahir (1454-1466)
- Al-Mujahid Amar ibn Tahir (1466-1479)
- Al-Mansur Abad al-Wahab ben Tâhir (1479-1489)
- Az-Zahir Amar Abad al-Wahab (1489-1517)
- Amar ben Da'ud (1517-1526)